# Семья охотников
«Семья охотников» (англ. «The Family That Preys») — американская мелодрама 2008 года сценариста, продюсера и режиссёра Тайлера Перри. Сюжет фильма фокусируется на двух противоположных семьях — богатых аристократов и рабочего класса, чьи судьбы пересекаются в любви и бизнесе. Этот фильм второй из четырёх картин Перри, в которых не присутствует его самый популярный персонаж Мэдея. Также это вторая режиссёрская работа Перри (первой была мелодрама «Папина дочка», 2007), не основанная на его пьесе, а имеющая оригинальный сценарий.
 В главных ролях — Элфри Вудард, Санаа Лэтэн, Тараджи П. Хенсон и лауреатка «Оскар» Кэти Бэйтс. Премьера состоялась 12 сентября 2008 года в США.

## Сюжет
Шарлотта Картрайт (Кэти Бэйтс) и Элис Пратт (Элфри Вудард) находятся на разных социальных уровнях, однако, это не мешает им иметь длительную дружбу, проверенную временем. Тем не менее, их дружба подвергается серьёзному испытанию, когда их повзрослевшие дети начинают действовать в своих интересах, причём так, как никто из этих двух наученных жизненным опытом женщин не мог себе и представить. Дочь Элис Андреа (Санаа Лэтэн) вышла замуж за амбициозного строителя Криса Беннетта (Рокмонд Данбар), но в последнее время связана интимными отношениями со своим боссом Уильямом (Коул Хаузер), который является... сыном Шарлотты. Сам он отнюдь не честный семьянин, потому что изменяет своей жене Джиллиан (Кейди Стрикленд), а в дополнение к неверности плетёт закулисные интриги, чтобы получить место генерального директора в прибыльной строительной компании, принадлежащей матери. Тем временем, вторая дочь Элис Пэм (Тараджи П. Хенсон) и её муж Бен (Тайлер Перри) наблюдают за этой картиной, признавая, что их отношения свернули с верного курса. Они полны намерения помочь своим близким разобраться и принять верное решение. Тайны отцовства, секретные сделки и контракты, а также ряд других общественных скандалов перевешивают чашу весов, и тогда в игру вступают Шарлотта и Элис, чтобы, отправляясь в путешествие через всю страну, очистить головы своим детям и разработать план спасения своих семей, а также испытать на прочность свою дружбу.

## В ролях
- Элфри Вудард — Элис Пратт
- Кэти Бэйтс — Шарлотта Картрайт
- Санаа Лэтэн — Андреа
- Рокмонд Данбар — Крис
- Кейди Стрикленд — Джиллиан
- Коул Хаузер — Уильям
- Тараджи П. Хенсон — Пэм
- Робин Гивенс — Эбби
- Тайлер Перри — Бен
- Себастьян Сигел — Ник
- Сантана Прюитт — Кристофер
- Кайра Уайтхед — Робин

## Критика и отзывы, кассовые сборы
- Фильм получил в основном положительные отзывы. Сайт Rotten Tomatoes отдаёт 51% голосов на основе 41 отзыва. Сайт Metacritic суммирует рейтинг в 49 из 100 баллов на основе 14 отзывов[3][4]
- Фильм был показан в 2070 кинотеатрах Северной Америки и собрал в первый уик-энд $ 17 381 218, уступив место «После прочтения сжечь»[5]. Общие сборы составили $ 37 105 289[1], что делает его вторым наиболее успешным фильмом Тайлера Перри после «Папиной дочки» 2007 года [6]

## Награды и номинации
- «Black Reel Awards» (2008) — номинация в категориях «Лучшая актриса» (Санаа Лэтэн и Элфри Вудард) и «Лучший сценарий» (Тайлер Перри)
- «Image Awards» (2009) — номинация «Лучшая актриса» (Элфри Вудард) и «Лучшая режиссура в телевизионном фильме» (Тайлер Перри)
- «BET Awards» (2009) — победа в номинации «Лучшая актриса» (Тараджи П. Хенсон, совместно за фильмы «Легко не сдаваться» и «Загадочная история Бенджамина Баттона»)

## Мировой релиз
Фильм был выпущен на Blu-Ray и DVD 13 января 2009 года. Издание включает качество широкоэкранного формата с аудио-треками и субтитрами на английском и испанском языках. В качестве бонусов представлены: удалённые сцены, «Две легенды», в центре которого находятся ведущие актрисы Элфри Вудард и Кэти Бэйтс, репортаж о съёмках, кастинг, интервью с режиссёром и художником-постановщиком.